# Myllenyxis deceptiva
Myllenyxis deceptiva là một loài tò vò trong họ Ichneumonidae.